# Therese Zenz
Therese Zenz (Merzig, 15 ottobre 1932 – Merzig, 22 ottobre 2019) è stata una canoista tedesca.

## Biografia
Nata nel protettorato anglo-francese del Saargebiet, prese la cittadinanza tedesca nel 1935 dopo il plebiscito, per poi diventare cittadina della Saarland indipendente nel 1947.
Con questa nazionalità partecipò per la prima volta alle olimpiadi, chiudendo al nono posto nel K-1 500 ad Helsinki 1952, e vinse un oro ai mondiali di Mâcon nel 1954.
Alle successive olimpiadi di Melbourne 1956 vinse un argento (K-1 500) sotto le insegne della Squadra Unificata Tedesca, ed altri due argenti li vinse a Roma 1960 (K-1 e K-2 500), dopo la riunificazione del 1957, con i colori della Germania Ovest.